# Phronia vitrea
Phronia vitrea är en tvåvingeart som beskrevs av Eberhard Plassmann 1999. Phronia vitrea ingår i släktet Phronia och familjen svampmyggor.
Artens utbredningsområde är Sverige. Arten är reproducerande i Sverige. Inga underarter finns listade i Catalogue of Life.